# مسجد ساعتلی
مسجد ساعتلی (ترکی آذربایجانی: Saatlı məscidi) مسجدی است که در شهر شوشیی جمهوری آذربایجان واقع شده است.

## تاریخ
مسجد ساعتلی در سال ۱۸۸۳ در شهر شوشی ساخته شد. ساعتلی یکی از محلات شمالی شهر شوشی است که در قرن نوزدهم تأسیس شده‌است. این مسجد و مناره‌های آن اثری از معمار برجسته جمهوری آذربایجان، کربلایی صفی‌خان قره‌باغی است که از مسجدهای دیگری از جمله مسجد جامع گوهریه، طراحی مساجد قبلی شوشی، مسجد جامع گوهریه یوخاری، مسجد جامع گوهریه یوخاری مسجد جامع گوهریه و مسجد جامع آق‌دام الگو گرفته است. این مسجد یکی از برحسته‌ترین آثار کربلایی صفی‌خان قره‌باغی است که با دو مناره ساخته شده‌است. این مسجد دارای یک نمازخانه، سه نما و مناره آجری با تزئینات خاص به سبک مخصوص معماری قره‌باغ است. مسجد ساعتلی در دهه ۱۹۸۰ بازسازی شده‌است. پس از درگیری‌های ماه مه ۱۹۹۲ در جریان جنگ قره‌باغ، بخشی از آن ویران شد.

## نگارخانه

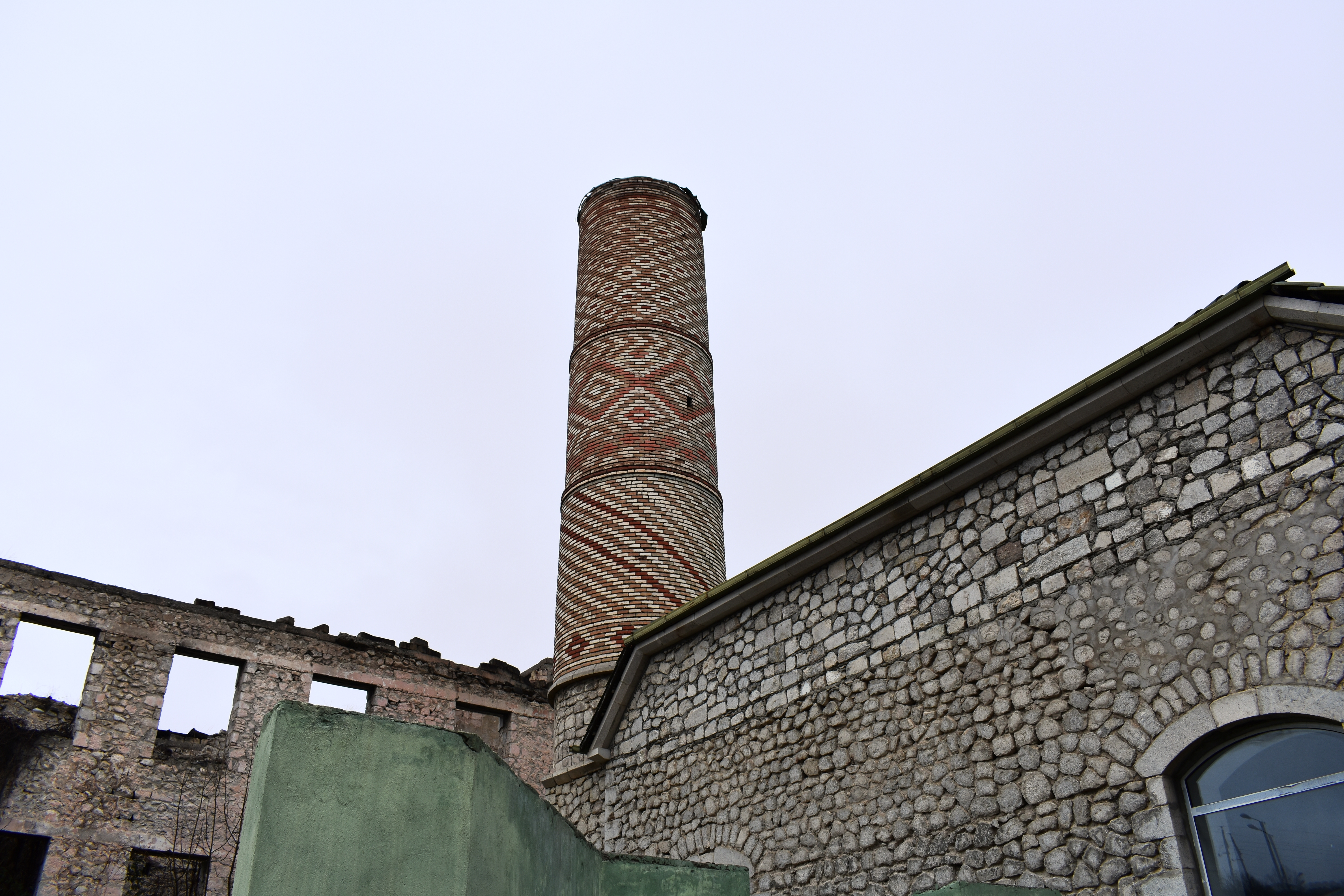